# Oliver E. Williamson
Oliver Eaton Williamson (Superior, Wisconsin, 27 de setembre de 1932 - Berkeley, Califòrnia, 21 de maig de 2020) fou un economista estatunidenc guanyador del Premi del Banc de Suècia de Ciències Econòmiques (compartit amb Elinor Ostrom) de 2009. Es doctorà el 1963 en la Universitat Carnegie Mellon. Va rebre el Premi Nobel textualment per: "La seva anàlisi del govern econòmic".
Va fer èmfasi en les transaccions distingint entre negociacions d'una banda i relacions entre contractes específics de l'altra. Per exemple la compra repetida de carbó en un mercat al comptat (spot market) per a les necessitats diàries o setmanals d'una central tèrmica productora d'electricitat podria representar un cas de negociació repetida.
Altres economistes han posat a prova empíricament les teories de Williamson sobre transacció i cost.

## Llibres
- Markets and Hierarchies: Analysis and Antitrust Implications, 1975
- The Economic Institutions of Capitalism, 1985
- The Nature of the Firm: Origins, Evolution, and Development (co-edited with Sidney Winter), 1991
- The Mechanisms of Governance, 1996